# Чувашия (ракетный катер)
«Чува́шия» — ракетный катер проекта 1241, шифр «Молния-1» БФ России (по классификации НАТО — Tarantul-class corvettes). В российском флоте до 2015 года нёс обозначение Р-2, переименован в «Чувашия».

## Строительство
Катер был заложен в 1991 году на Средне-Невском судостроительном заводе в Санкт-Петербурге под обозначением Р-2, строительный номер 215. Спущен на воду в 1994 году. После достройки и прохождения всех испытаний был принят флотом 26 февраля 2000 года.

## Конструкция

### Корпус и надстройка
Корпус ракетного катера — гладкопалубный, выполнен из стали, имеет небольшую седловатость и комбинированные обводы. Восемью водонепроницаемыми переборками разделён на девять отсеков. Надстройки катера (за исключением газоотбойников) изготовлены из лёгких сплавов. Главные механизмы располагаются в двух смежных отсеках в кормовой части корпуса.
Главные размерения ракетного катера: длина корпуса — 56,1 метра, наибольшая ширина — 10,2 метра. Осадка по корпусу — 2,5 метра, по винтам при полной осадке — 3,60 метра.

### Энергетическая установка
Энергетическая установка ракетного катера — двухвальная дизель-газотурбинная. Она состоит из двух форсажных турбин типа М-70 мощностью по 12 000 л. с. и двух маршевых дизельных агрегатов М-510 мощностью 4000 л. с. (каждый из дизельных агрегатов состоит из дизеля М-504 с двухскоростным редуктором и гидротрансформатора). Главные двигатели работают каждый на свой гребной винт фиксированного шага. Скорость максимальная — 41 узел, экономическая — 14 узлов. Дальность плавания: 36-узловым ходом — 400 морских миль, экономическим ходом — 1600 морских миль, 12-узловым ходом — 2400 морских миль.
На катере установлены два дизель-генератора ДГ-200 мощностью по 200 кВт каждый и один дизель-генератор ДГР-75 мощностью 100 кВт.

## Служба
После принятия флотом 26 февраля 2000 года, сразу же вошёл в состав Балтийского флота.
К 2015 году за период службы, Р-2 было пройдено свыше 15 000 морских миль, произведено более 80 артиллерийских стрельб и выполнено около 40 боевых дежурств, в том числе в составе корабельной ударной группы флота. Р-2 находился с визитами в таких странах, как: Дания, Швеция и Финляндия.
2 марта 2015 года приказом главнокомандующего Военно-Морским Флотом адмирала Виктора Чиркова за номером 201, было приказано именовать ракетный катер Р-2 — «Чувашия». А 12 июня того же года в Балтийске прошла торжественная церемония переименования.